# Gnoma australis
Gnoma australis là một loài bọ cánh cứng trong họ Cerambycidae.